# خوان خوسيه ألفارادو
خوان خوسيه ألفارادو هو محامي وسياسي هندوراسي، ولد في 1798 في إدارة إنتبوكا في هندوراس، وتوفي في 1857 في إدارة ليمبيرا في هندوراس. انتخب رئيس هندوراس (15 أبريل 1839 – 27 أبريل 1839).